# Cannalonga
Cannalonga ist ein Dorf mit 936 Einwohnern (Stand 31. Dezember 2023) in der Provinz Salerno in Kampanien.

Der Ort ist Teil des Nationalparks Cilento und Vallo di Diano sowie der Comunità Montana Zona del Gelbison e Cervati.
Die nächste Stadt heißt Vallo della Lucania und liegt drei Kilometer entfernt in südlicher Richtung.

## Geschichte
Das Dorf entstand durch die Griechen zwischen dem 9. und 10. Jahrhundert. Es wurde in der Region um 1450 bekannt, als die Tradition des Festivals Fiera di Santa Lucia begann. Heute ist das Festival besser bekannt unter dem Namen Fiera della Frecagnola.

## Etymologie
Einige Menschen glauben, dass der Name auf die große Anzahl von Bambus-Pflanzen (italienisch Canne di bambù) zurückgeht, die es in der Gegend gibt. Andere wiederum behaupten, dass der Name von der alten Maßeinheit „canna“ abgeleitet wurde.

## Sehenswürdigkeiten

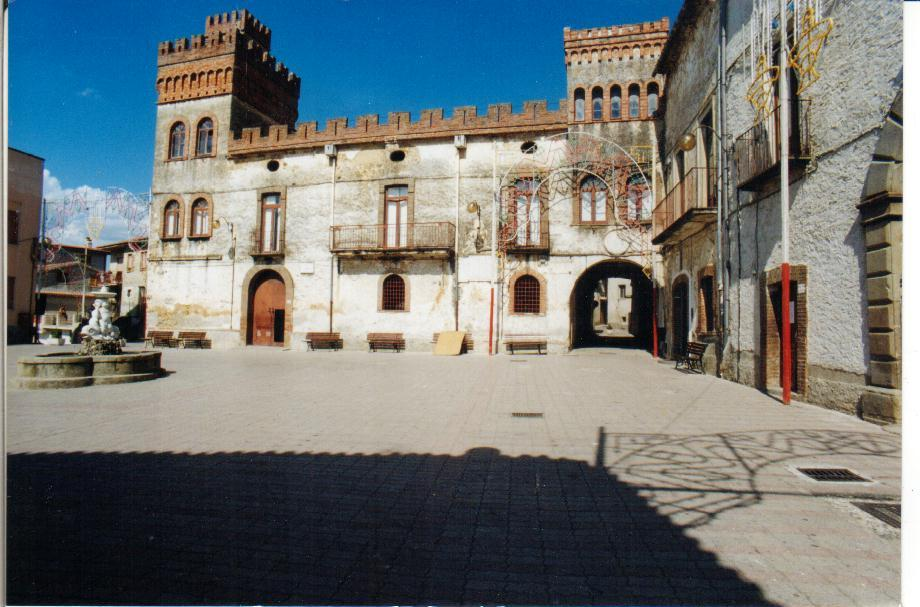
Piazza von Cannalonga
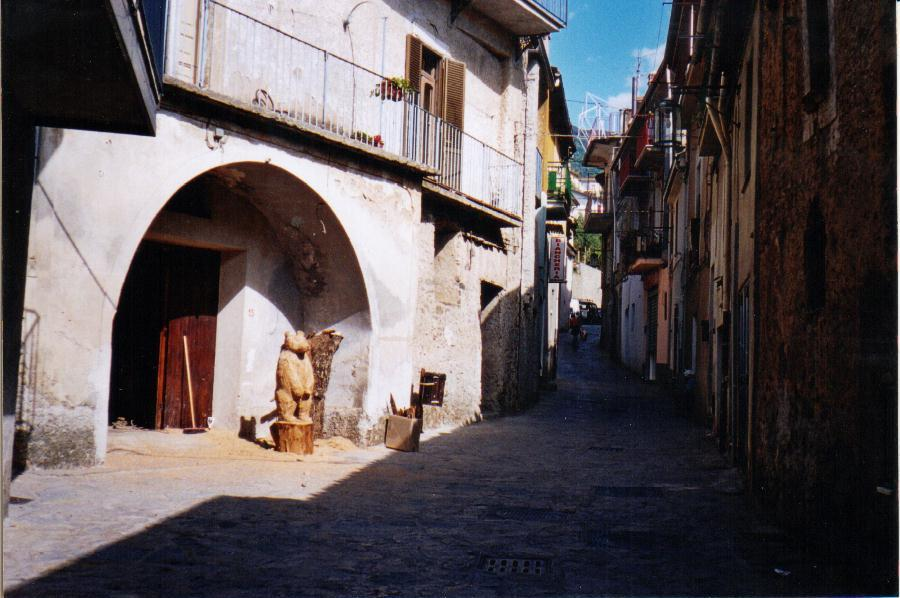
Paese a monte
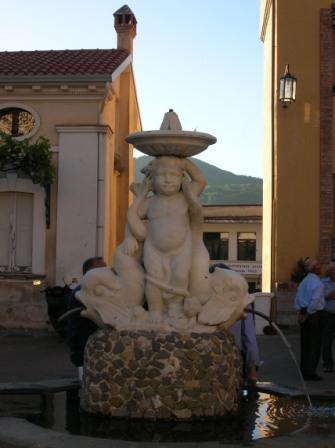
Moccio della Fontana
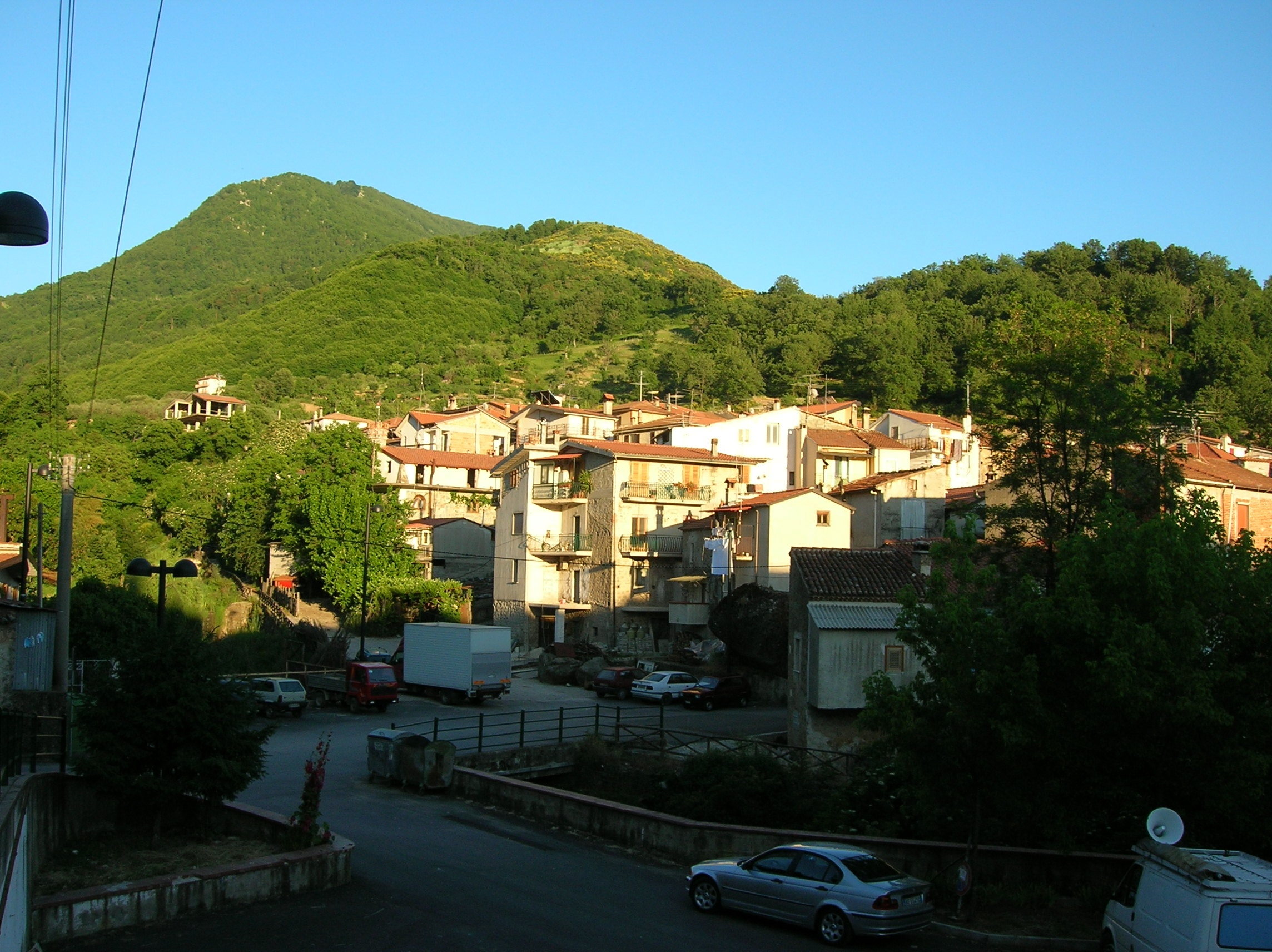
Panorama
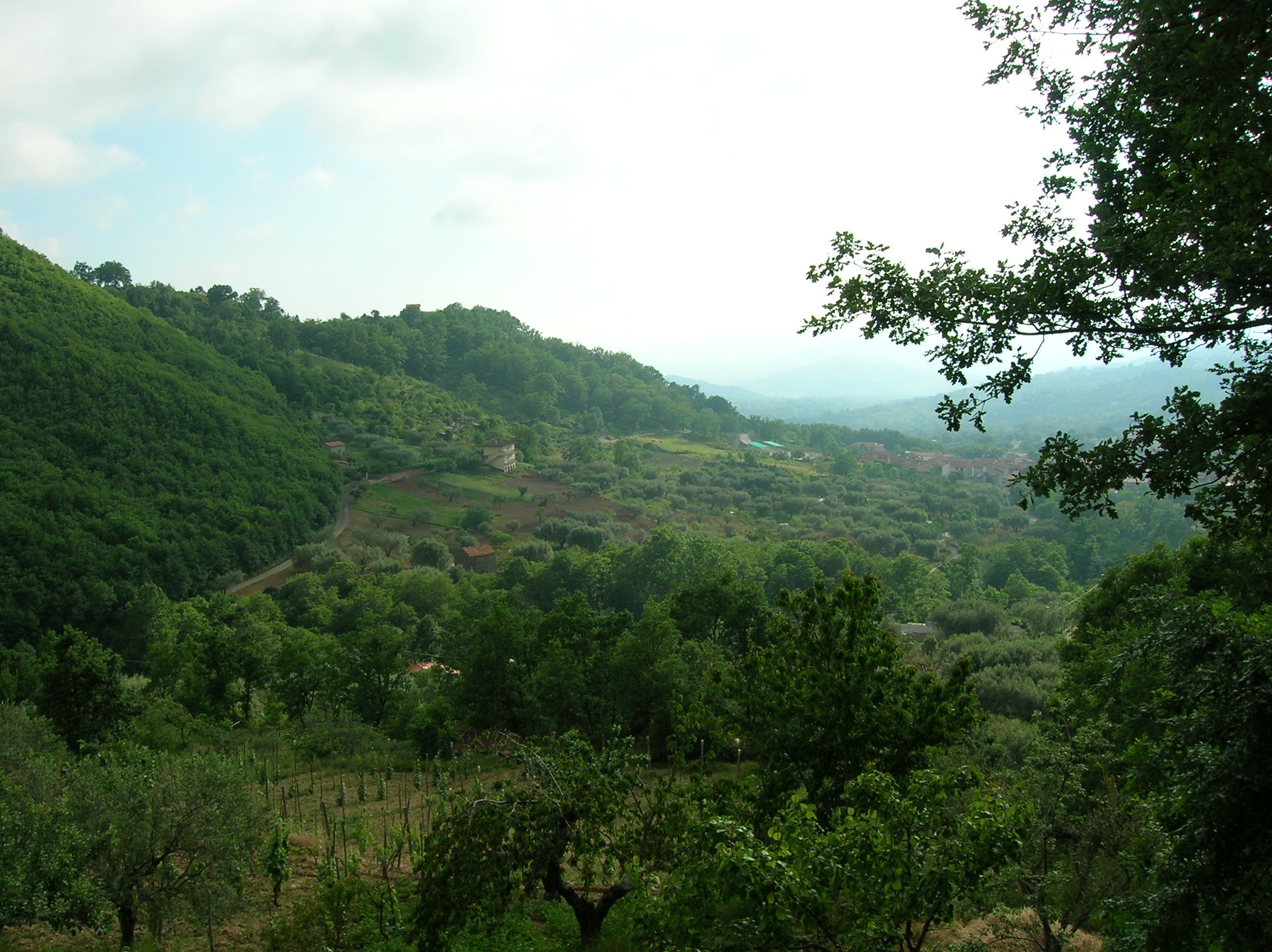
Nationalpark Cilento

## Besondere Feste
- 23. März: Feier zu Ehren von San Turibio Mogrovejo
- 16. Juli: Feier zu Ehren der Madonna del Carmine
- 2. Samstag im September: Fiera della Frecagnola

## Kulinarische Spezialitäten
Die traditionellen Mahlzeiten sind:
- Laane e ciciari (lange Tagliatelle und Kichererbsen)
- Fusilli al sugo di castrato (regionale Pasta mit Tomatensauce mit Fleisch vom kastrierten Lamm)
- Tiano (Oster-Essen des ‚armen Mannes’ zubereitet aus Teig mit Mais, Milch und Käse)
- Pizza chiena (Osterkuchen auf Basis von Reis, Eiern, Käse und Salami)
- Bollito di capra (Gekochtes Ziegenfleisch nach einem alten traditionellen Rezept. Es wird als Spezialität zum Festival Fiera della Frecagnola serviert)